# Jacek Sroka (politolog)
Jacek Piotr Sroka (ur. 1967) – polski politolog, dr hab. nauk humanistycznych, profesor zwyczajny Instytutu Politologii Wydziału Nauk Społecznych Uniwersytetu Wrocławskiego i Instytutu Prawa, Administracji i Ekonomii Wydziału Politologii Uniwersytetu Pedagogicznego im. KEN w Krakowie.

## Życiorys
23 stycznia 1998 obronił pracę doktorską Stosunki przemysłowe w Polsce i wybranych krajach Europy Środkowo-Wschodniej po 1989 roku na tle powojennych doświadczeń zachodnioeuropejskich, 18 marca 2005 habilitował się na podstawie dorobku naukowego i pracy zatytułowanej Polityka organizacji pracodawców i przedsiębiorców. 7 października 2010 nadano mu tytuł profesora w zakresie nauk humanistycznych.
Został zatrudniony na stanowisku docenta w Instytucie Pracy i Spraw Socjalnych, oraz objął funkcję profesora zwyczajnego w Instytucie Politologii na Wydziale Nauk Społecznych Uniwersytetu Wrocławskiego, a także w Instytucie Prawa, Administracji i Ekonomii na Wydziale Politologii Uniwersytetu Pedagogicznego im. KEN w Krakowie.

## Publikacje
- 2007: Identyfikacja obszarów problemowych zagrożeń społecznych w kontekście realizacji regionalnej polityki innowacyjnej, Makroregion innowacyjny. Foresight technologiczny dla województwa dolnośląskiego do 2020 r.[1]
- 2009: Deliberacja i rządzenie wielopasmowe. Teoria i praktyka[3]
- 2009: L'Universita' di Wroclaw (Polonia) - Lower Silesia region and the role of the University of Wroclaw – case study of Innovint project[1]
- 2015: Regional governance in Polish version: voivodship social dialog commissions[1]
- 2018: Współdecydowanie w wielopasmowej polityce publicznej[4][5]